# Важминеж
Важминеж (хрв. Važminež) је насељено место у саставу града Цреса, на острву Црес, Приморско-горанска жупанија, Хрватска.

## Историја
До територијалне реорганизације у Хрватској био је у саставу старе општине Црес-лошињ.

## Становништво
У попису становништва из 2011. године, Вазминеж није имао становника.
| Број становника према пописима | Број становника према пописима | Број становника према пописима | Број становника према пописима | Број становника према пописима | Број становника према пописима | Број становника према пописима | Број становника према пописима | Број становника према пописима | Број становника према пописима | Број становника према пописима | Број становника према пописима | Број становника према пописима | Број становника према пописима | Број становника према пописима | Број становника према пописима |
| ------------------------------ | ------------------------------ | ------------------------------ | ------------------------------ | ------------------------------ | ------------------------------ | ------------------------------ | ------------------------------ | ------------------------------ | ------------------------------ | ------------------------------ | ------------------------------ | ------------------------------ | ------------------------------ | ------------------------------ | ------------------------------ |
| 1857                           | 1869                           | 1880                           | 1890                           | 1900                           | 1910                           | 1921                           | 1931                           | 1948                           | 1953                           | 1961                           | 1971                           | 1981                           | 1991                           | 2001                           | 2011                           |
| 0                              | 0                              | 85                             | 72                             | 77                             | 77                             | 0                              | 0                              | 81                             | 64                             | 48                             | 19                             | 5                              | 8                              | 0                              | 0                              |

Напомена: Од 1880. до 1910. исказивано под именом Васминец, а до 2001. под именом Важминец. Године 1857, 1869, 1921. и 1931. подаци су садржани у насељу Бели. Године 1880. и 1890. исказивано као део насеља.